# Tall de l'oblia

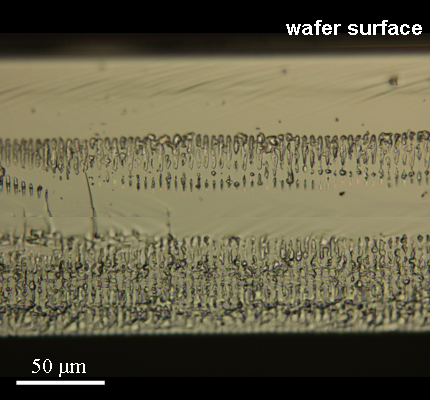
Micrografia de secció transversal del pla d'escissió després de tallar en daus exactes una oblia de Si de 150 µm de gruix,

En el context de la fabricació de circuits integrats, el tall de l'oblia en daus és el procés mitjançant el qual les matrius es separen d'una oblia de semiconductor després del processament de l'oblia. El procés de tallar daus pot implicar traçat i trencament, serrat mecànic (normalment amb una màquina anomenada serra de daus) o tall per làser. Tots els mètodes solen ser automatitzats per garantir la precisió i l'exactitud. Després del procés de tall a daus, els xips de silici individuals es poden encapsular en suports de xips que després són adequats per al seu ús en la construcció de dispositius electrònics com ara ordinadors, etc.
Durant el tallat a daus, les hòsties solen muntar-se en una cinta per tallar daus que té un suport enganxós que subjecta l'oblia en un marc de xapa fina. La cinta per tallar daus té diferents propietats segons l'aplicació de tallar daus. Les cintes curables UV s'utilitzen per a mides més petites i la cinta de daus no UV per a mides de matriu més grans. Les serres de daus poden utilitzar una fulla de daus amb partícules de diamant, que gira a 30.000 RPM i es refreda amb aigua desionitzada. Un cop s'ha tallat una oblia a daus, les peces que queden a la cinta de tallar daus. Cadascun s'envasarà en un paquet adequat o col·locarà directament sobre un substrat de placa de circuit imprès com a "matriu nua". Les zones que s'han tallat, anomenades carrers de matriu, solen ser d'uns 75 micròmetres (0,003 polzada) d'ample. Un cop una oblia s'ha tallat a daus, la matriu romandrà a la cinta de daus fins que sigui extreta per equips de manipulació de matrius, com ara un enganxador o classificador de matrius, més enllà del procés de muntatge de l'electrònica.
La mida del dau que queda a la cinta pot oscil·lar entre 35 mm d'un costat (molt gran) a 0,1 mm quadrat (molt petit). El dau creat pot ser qualsevol forma generada per línies rectes, però normalment són rectangulars o quadrades. En alguns casos també poden ser d'altres formes depenent del mètode de singulació utilitzat. Un tall làser de tall complet té la capacitat de tallar i separar en una varietat de formes.
Els materials tallats a daus inclouen vidre, alúmina, silici, arsenur de gal·li (GaAs), silici sobre safir (SoS), ceràmica i semiconductors compostos delicats.El primer pas funciona amb un làser Nd:YAG polsat, la longitud d'ona del qual (1064 nm) està ben adaptat a la banda intermèdia electrònica del silici (1.11 eV o 1117 nm), de manera que l'absorció màxima es pot ajustar mitjançant l'enfocament òptic.
El procés DBG o "daus abans de polir" és una manera de separar els daus sense tallar daus. La separació es produeix durant l'etapa d'aprimament o poliment de l'oblia. Les oblies es tallen inicialment a daus amb un tall mig tallat a una profunditat per sota del gruix final de l'objectiu. A continuació, l'oblia s'aprima fins al gruix objectiu mentre es munta sobre una pel·lícula adhesiva especial i després es munta a una cinta de recollida per mantenir les matrius al seu lloc fins que estiguin a punt per al pas d'embalatge. El benefici del procés DBG és una major resistència de la matriu. Alternativament, es pot utilitzar el tallat de daus de plasma, que substitueix la serra de daus amb gravat amb plasma DRIE.